# Камотес (море)

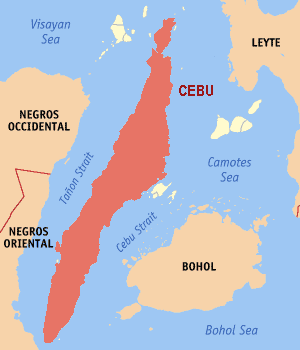
Море Камотес (Camotes Sea) між островами Себу, Бохол і Лейте

Море Камотес — міжострівне море в Тихому океані, в Філіппінському архіпелазі, обмежене островами Лейте на сході, Бохол на півдні і Себу на заході. Є частиною так званого Австрало-Азійського Середземного моря.
На півночі з'єднується з морем Вісаян, на півдні протоками Канігао і Бохол — з морем Мінданао.
Глибина до 323 м. В центральній частині підноситься група островів Камотес (найбільші острови — Пасіхан, Поро). Клімат тропічний, мусонний. З червня по жовтень часті тайфуни. Температура води взимку 24-27°С, влітку 28-29°С. Солоність близько 34,5 проміле. Припливи неправильні півдобові, їх величина 1-2 м.
Порти: Ормок (острів Лейте), Себу (острів Себу), Талібон (острів Бохол).